# 5369 Вірджугум
5369 Вірджугум (5369 Virgiugum) — астероїд головного поясу, відкритий 22 вересня 1985 року.
Тіссеранів параметр щодо Юпітера — 3,583.